# Flugunfall der Amazon Sky nahe Tomas
Am 17. Dezember 2012 prallte eine Antonow An-26 der Amazon Sky beim Überqueren der Anden in der Provinz Yauyos auf einer Höhe von 4578 m gegen einen steilen Berghang. Die Rettungsmannschaften fanden das Wrack erst einen Tag später. Keiner der Insassen überlebte.

## Verlauf
Die Antonow An-26 startete mit vier Personen und Fracht an Bord um 10:08 Uhr Lokalzeit von der Piste 15 in Lima in Richtung des Aeródromo Las Malvinas, einem Privatflugplatz der Firma Petroplus, in der Region Cusco. Sie setzte den Steigflug in Verlängerung zur Bahnausrichtung fort und drehte 30 km südlich des Flugplatzes nach links, um den Wegpunkt ILPIP und eine Flugfläche von 21.000 Fuß zu erreichen. Um 10:23 Uhr ersuchte die Besatzung den Kontrollturm, vom Instrumentenflug auf Sichtflug übergehen zu dürfen, dies auf der erreichten Höhe von 19.500 Fuß.
Um 10:27 Uhr schätzte die Besatzung die Ankunft in Malvinas auf 11:27 Uhr. Etwa sieben Minuten später näherte sich das Flugzeug dem Scheitelpunkt der Anden, wo häufig ein Klimawechsel zu beobachten ist. Um 10:40 Uhr bestand letztmals Funkkontakt zum Flugzeug, worin die Ankunftszeit nochmals bestätigt wurde. Die weiteren Ereignisse in den nächsten zwei Minuten mussten durch die Untersuchung rekonstruiert werden.

### Ergebnisse zum Verlauf durch die Untersuchung
Der Flugdatenschreiber und der Stimmenrekorder konnten aus einem Heckteil des Flugzeuges geborgen werden. Das Flugzeug hatte vor 10:40 Uhr leicht (um 11 km/h) verlangsamt, möglicherweise ein Hinweis auf die Änderung der Aerodynamik durch Eis. Noch um 10:40 Uhr antwortete der Copilot dem Funkverkehr von Lima, anstatt dem mittlerweile seit dieser Minute bekannten Vereisungs-Problem den Vorrang zu geben. Gemäß der Sprachaufzeichnung hatte der Kopilot um 10:41 Uhr innerhalb von gut 20 Sekunden zuerst den Ausfall des einen Motors, danach den Ausfall beider Motoren gemeldet.

## Unfallursache
Die Piloten hatten die korrekte Handhabung der Enteisung versäumt.